# Jen Taylor Friedman
 (février 2022).
La mise en forme du texte ne suit pas les recommandations de Wikipédia : il faut le « wikifier ».
Les points d'amélioration suivants sont les cas les plus fréquents. Le détail des points à revoir est peut-être précisé sur la page de discussion.
- Les titres sont pré-formatés par le logiciel. Ils ne sont ni en capitales, ni en gras.
- Le texte ne doit pas être écrit en capitales (les noms de famille non plus), ni en gras, ni en italique, ni en « petit »…
- Le gras n'est utilisé que pour surligner le titre de l'article dans l'introduction, une seule fois.
- L'italique est rarement utilisé : mots en langue étrangère, titres d'œuvres, noms de bateaux, etc.
- Les citations ne sont pas en italique mais en corps de texte normal. Elles sont entourées par des guillemets français : « et ».
- Les listes à puces sont à éviter, des paragraphes rédigés étant largement préférés. Les tableaux sont à réserver à la présentation de données structurées (résultats, etc.).
- Les appels de note de bas de page (petits chiffres en exposant, introduits par l'outil «  Source ») sont à placer entre la fin de phrase et le point final[comme ça].
- Les liens internes (vers d'autres articles de Wikipédia) sont à choisir avec parcimonie. Créez des liens vers des articles approfondissant le sujet. Les termes génériques sans rapport avec le sujet sont à éviter, ainsi que les répétitions de liens vers un même terme.
- Les liens externes sont à placer uniquement dans une section « Liens externes », à la fin de l'article. Ces liens sont à choisir avec parcimonie suivant les règles définies. Si un lien sert de source à l'article, son insertion dans le texte est à faire par les notes de bas de page.
- La présentation des références doit suivre les conventions bibliographiques. Il est recommandé d'utiliser les modèles {{Ouvrage}}, {{Chapitre}}, {{Article}}, {{Lien web}} et/ou {{Bibliographie}}. Le mode d'édition visuel peut mettre en forme automatiquement les références.
- Insérer une infobox (cadre d'informations à droite) n'est pas obligatoire pour parachever la mise en page.

Pour une aide détaillée, merci de consulter Aide:Wikification.
Si vous pensez que ces points ont été résolus, vous pouvez retirer ce bandeau et améliorer la mise en forme d'un autre article.
Pour les articles homonymes, voir Friedman.
Jen Taylor Friedman est une soferet (scribe rituel juive).

## Biographie
Taylor Friedman, née à Southampton en Angleterre, fait ses études à Oxford. Durant ses études, elle s'intéresse à la halakha (loi juive) et à la calligraphie. Sa rencontre avec un sofer (un scribe masculin) lui fait comprendre que devenir soferet lui permet de réunir ces deux disciplines. Taylor Friedman poursuit ses études de scribe à Jérusalem et à New York, où elle réside actuellement . Le 9 septembre 2007, elle devient la première femme connue à terminer un rouleau de la Torah. Le Sefer Torah de Taylor Friedman a été commandé par l'United Hebrew Congregation, un temple réformé à St. Louis, Missouri.

## Œuvre
Le premier projet de Taylor Friedman en tant que soferet est Meguilat Esther, un rouleau du livre biblique d'Esther qui est traditionnellement lu dans la synagogue pendant les vacances de Pourim. Elle termine ce projet le 6 mars 2004, jour de Pourim. Elle poursuit son travail avec six autres megillots, dont un pour la Congrégation Ansche Chesed, une synagogue de l'Upper West Side de Manhattan .
En 2006, Jen Taylor Friedman crée une Tefillin Barbie, présentée dans un certain nombre de publications juives de premier plan.
Jen Taylor Friedman supervise le travail des scribes impliqués dans le Women's Torah Project, achevé en 2010. En mai 2010, elle termine son troisième rouleau de Torah pour la Congrégation Dorshei Emet, la première synagogue au Canada et la troisième au monde à recevoir une Torah manuscrite par une femme,. En 2018, elle achève  la première Torah complète écrite au Texas par une femme, un travail de commande par la congrégation Agudas Achim d'Austin,.
Jen Taylor Friedman participe au travail et à la formation des soferot (femmes scribes),dont celle de Ermeline Vicaire, qui devient en juillet 2021 la première femme scribe française, ou soferet.
En 2022, à l'École pratique des Hautes Études, elle participe aux travaux de recherches du Laboratoire SAPRAT - Savoirs et Pratiques du Moyen Âge à l'époque contemporaine en tant que doctorante sur un sujet de thèse  intitulé Otiyyot Meshunnot dans le rouleau de la Torah de Bologne, sous la direction de Judith Olszowy-Schlanger.